# Chronologie d'Antananarivo
Cet article est une chronologie partielle de l'histoire de la ville d'Antananarivo à Madagascar.

## Avant leXXesiècle
- 1610-1630 – On accorde à Andrianjaka, roi merina, la prise au roi vazimba, Rafandrana, de la plus haute des douze collines de l'Imerina (1 468 mètres) appelée « Analamanga » (la colline bleue). Andrianjaka y fit bâtir un « rova » (une forteresse) défendu par près de mille hommes en 1625[1],[2]. D'où son nom malgache d'Antananarivo, « la Cité des Mille »,[3].

- 1710 – Andriamasinavalona, roi d'Antananarivo, partage son royaume entre ses quatre fils. Division de l'Imerina[3],[4].
- 1777 – Le Français Mayeur est le premier européen à visiter Antananarivo et à en faire un récit écrit.
- 1794 – Imboasalama, alors prince d'Ambohimanga, (plus tard, appelé Andrianampoinimerina), s'empare d'Antananarivo et parvient à réunifier l'Imerina. Il fait de la ville sa capitale, statut qu'elle conserve jusqu'à aujourd'hui[3].
- 1810 – Radama Ier succède à son père et prend les rênes du pouvoir à Antananarivo et amorce la modernisation au contact des Occidentaux.
- 1817 – Le sergent Hastie, envoyé britannique, arrive à Antananarivo pour obtenir l'abolition de la traite des esclaves.
- 1820 – Arrivée du pasteur Jones de la L.M.S. Ouverture de la première école à Ifidirana.
- 1832 – Arrivée du Français Jean Laborde. Il est considéré comme le bienfaiteur de Madagascar, car il fit bénéficier le royaume de nombreuses innovations, dans la mécanique, la chimie et l'architecture. Il a notamment construit le Palais de la Reine, tout en bois, dans la pure tradition des maisons mérina des Hauts-Plateaux.
- 1839-1840 – Construction du Palais de la Reine (Manjakamiadana : "régner dans la sérénité").
- 1849 – Le 28 mars, martyre des chrétiens. Craignant l'extension de l'idéologie apportée par les Vazahas[5] via le christianisme, la reine Ranavalona Ire a lancé une chasse aux chrétiens, les considérant comme des traîtres à leurs traditions et donc à leur souverain. Ceux qui ne renonçaient pas à la foi chrétienne étaient condamnés à la peine de mort.
- 1850 – La ville compte environ cinquante mille habitants.
- 1852 – Construction du tombeau du Premier Ministre, à l'initiative de la reine Ranavalona Ire qui fait appel au Britannique James Cameron et au Français Jean Laborde.
- 1868 à 1880 – Contribution de Cameron à la dotation en nombreuses maisons de briques (supplantant les constructions en bois, seules permises auparavant) de la capitale.
- 1861 – Le médecin, Dr Andrew Davidson de la L.M.S., fonde le premier dispensaire.
- À partir du règne de la reine Rasoherina (1863-1868), l'histoire de la ville est marquée par retour des architectes et des missionnaires européens qui, fortement inspirés des temples, églises et cathédrales d'Europe, commencent à bâtir des édifices religieux : Ambohipotsy (1863), Ambatonakanga (1864), Ampamarinana, Faravohitra, le petit temple à l'intérieur du Rova, la cathédrale catholique d'Andohalo, et la cathédrale anglicane Saint-Laurent d'Ambohimanoro.

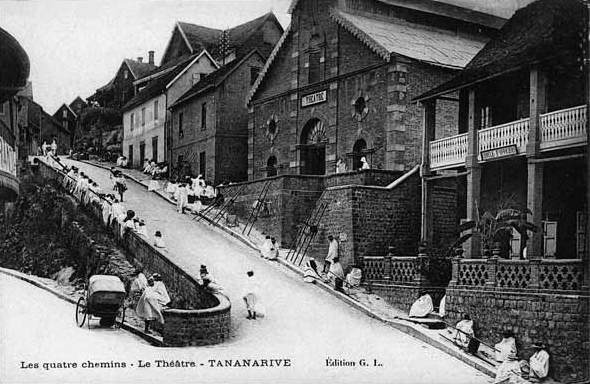
Carte Postale d'Antananarivo en 1905.

- 1895 – Le 29 septembre voit la prise de Antananarivo par les forces françaises commandées par le général Duchesne. La ville hisse le drapeau blanc au premier coup de canon et ne subit aucun dégât.
- 1896
  - Le 6 août, Madagascar est déclarée colonie française en conséquence d'une loi d'annexion votée par l'Assemblée nationale française.
  - Le 16 septembre, l'arrivée du général Gallieni donne à Tananarive un nouveau statut, celui de capitale de Madagascar. La ville se transformera alors : construction de nouvelles voies urbaines, création d'écoles primaires, fondation de l'Académie malgache (1902), de l'École de Médecine (1897), de l'Institut Pasteur (1898), de l'Assistance médicale (1899). Les réseaux routiers et ferroviaires sont mis en place, vers Tamatave et Fianarantsoa.

## XXesiècle
- 1947 – Le 29 mars, insurrection sanglante contre les colonisateurs français dans toute l'île. Les représailles des colons et des milices français ont été sanglantes, on estime les pertes du côté malgache à plusieurs dizaines de milliers ; aucun chiffre précis n'a été communiqué.
- 1972 – Événements estudiantins du 13 mai 1972 qui poussent Tsiranana à la démission et aboutissent à la Transition militaire. La grand'place est renommée Place du 13-Mai.
- 1975 – Le 11 février, assassinat du colonel Richard Ratsimandrava.
- 1976 – Politique de malgachisation sous la République démocratique de Madagascar. Antananarivo devient le seul nom officiel de la ville, y compris dans les textes en langue française (au détriment de Tananarive). Le diminutif Tana est très utilisé par les Malgaches eux-mêmes ainsi que les étrangers qui y vivent ou qui y résident.
- 1984-1985 – Les émeutes dites « du Kung Fu » secouent la ville.
- 1991
  - Manifestations et grève générale du mouvement des Forces vives dirigé par Albert Zafy. Le mot d'ordre est de "faire tomber les murs de Jéricho.
  - Le 31 octobre est signée la Convention de l'Hôtel Panorama (Tananarive) entre les Forces vives et le Gouvernement de Guy Willy Razanamafy, organisant la période transitoire vers la IIIe République.
- 1995 – Le 6 novembre, incendie dévastateur dans le complexe du rova qui endommage gravement le Palais de la Reine.
- 1999 – Marc Ravalomanana est élu Maire d'Antananarivo.

## XXIesiècle
- 2002 – En février, le gouvernement de Didier Ratsiraka doit quitter la capitale, acquise aux partisans de Marc Ravalomanana, qui conteste les résultats officiels du scrutin de l'élection présidentielle en cours. Tamatave devient la capitale ratsirakiste, tandis que Marc Ravalomanana prend le contrôle de la Province de Tananarive. En mai de la même année, après l'échec des négociations de Dakar, Ravalomanana est reconnu Président de la République et Ratsiraka part en exil en France.
- 2007 – Andry Rajoelina est élu Maire d'Antananarivo.
- 2009
  - De janvier à mars, émeutes dans la capitale sous l'impulsion du mouvement « T.G.V. » d'Andry Rajoelina le peuple étant lassé du « trust » politique du parti TIM de Marc Ravalomanana.
  - Le 7 février, des manifestants tentent de prendre d'assaut le palais présidentiel d'Ambohitsorohitra et l'armée tire sans sommation sur les manifestants causant la mort de vingt-huit personnes.
  - Le 17 mars, avec l'appui des militaires, Andry Rajoelina réussit un coup d'état et s'autoproclame Président de la Haute Autorité de Transition.
  - Nommé en 2009, Edgard Razafindravahy exerce la fonction de président de la Délégation Spéciale (DPS) de la commune urbaine d'Antananarivo jusqu'en août 2013.
- 2014
  - Le 25 janvier, le nouveau président élu Hery Rajaonarimampianina est officiellement investi dans ses fonctions au stade municipal de Mahamasina.
  - En mars, Ny Hasina Andriamanjato est nommé nouveau premier magistrat de la ville en sa qualité de Président de la Délégation Spéciale.
- 2015 - Lalao Ravalomanana, épouse de l'ancien maire et président de la République Marc Ravalomanana, est élue maire d'Antananarivo et devient ainsi la première femme élue à ce poste dans la capitale malgache.
- 2019 - Naina Andriantsitohaina, l'ancien ministre des affaires étrangères de Madagascar est élu maire d'Antananarivo.